# 2010-es Formula–1 koreai nagydíj
A koreai nagydíj volt a 2010-es Formula–1 világbajnokság tizenhetedik futama, amelyet 2010. október 22. és október 24. között rendeztek meg a Korean International Circuit-en.

## Szabadedzések

### Első szabadedzés
A koreai nagydíj első szabadedzését október 22-én, pénteken tartották.
| Helyezés | Versenyző          | Csapat/Motor         | Elért idő | Különbség | Futott kör |
| -------- | ------------------ | -------------------- | --------- | --------- | ---------- |
| 1        | Lewis Hamilton     | McLaren-Mercedes     | 1:40,887  | −         | 15         |
| 2        | Robert Kubica      | Renault              | 1:40,968  | + 0,081   | 18         |
| 3        | Nico Rosberg       | Mercedes             | 1:41,152  | + 0,265   | 21         |
| 4        | Sebastian Vettel   | Red Bull-Renault     | 1:41,371  | + 0,484   | 18         |
| 5        | Jenson Button      | McLaren-Mercedes     | 1:41,940  | + 1,053   | 16         |
| 6        | Michael Schumacher | Mercedes             | 1:42,022  | + 1,135   | 25         |
| 7        | Mark Webber        | Red Bull-Renault     | 1:42,202  | + 1,315   | 23         |
| 8        | Nick Heidfeld      | Sauber-Ferrari       | 1:42,293  | + 1,406   | 18         |
| 9        | Nico Hülkenberg    | Williams-Cosworth    | 1:42,678  | + 1,791   | 21         |
| 10       | Rubens Barrichello | Williams-Cosworth    | 1:42,883  | + 1,996   | 23         |
| 11       | Vitalij Petrov     | Renault              | 1:42,896  | + 2,009   | 22         |
| 12       | Felipe Massa       | Ferrari              | 1:43,054  | + 2,167   | 25         |
| 13       | Kobajasi Kamui     | Sauber-Ferrari       | 1:43,309  | + 2,422   | 20         |
| 14       | Adrian Sutil       | Force India-Mercedes | 1:43,602  | + 2,715   | 18         |
| 15       | Fernando Alonso    | Ferrari              | 1:43,928  | + 3,041   | 21         |
| 16       | Sébastien Buemi    | Toro Rosso-Ferrari   | 1:43,940  | + 3,053   | 23         |
| 17       | Vitantonio Liuzzi  | Force India-Mercedes | 1:44,887  | + 4,000   | 21         |
| 18       | Jaime Alguersuari  | Toro Rosso-Ferrari   | 1:45,141  | + 4,254   | 26         |
| 19       | Timo Glock         | Virgin-Cosworth      | 1:45,588  | + 4,701   | 20         |
| 20       | Jérôme d’Ambrosio  | Virgin-Cosworth      | 1:46,613  | + 5,726   | 17         |
| 21       | Heikki Kovalainen  | Lotus-Cosworth       | 1:47,115  | + 6,228   | 22         |
| 22       | Jamamoto Szakon    | HRT-Cosworth         | 1:50,347  | + 9,460   | 29         |
| 23       | Bruno Senna        | HRT-Cosworth         | 1:50,821  | + 9,934   | 15         |
| 24       | Jarno Trulli       | Lotus-Cosworth       | 1:51,701  | + 10,814  | 11         |

### Második szabadedzés
A koreai nagydíj második szabadedzését október 22-én, pénteken tartották.
| Helyezés | Versenyző          | Csapat/Motor         | Elért idő | Különbség | Futott kör |
| -------- | ------------------ | -------------------- | --------- | --------- | ---------- |
| 1        | Mark Webber        | Red Bull-Renault     | 1:37,942  | −         | 23         |
| 2        | Fernando Alonso    | Ferrari              | 1:38,132  | + 0,190   | 30         |
| 3        | Lewis Hamilton     | McLaren-Mercedes     | 1:38,279  | + 0,337   | 29         |
| 4        | Robert Kubica      | Renault              | 1:38,718  | + 0,776   | 29         |
| 5        | Jenson Button      | McLaren-Mercedes     | 1:38,726  | + 0,784   | 19         |
| 6        | Felipe Massa       | Ferrari              | 1:38,820  | + 0,878   | 32         |
| 7        | Sebastian Vettel   | Red Bull-Renault     | 1:39,204  | + 1,262   | 22         |
| 8        | Vitalij Petrov     | Renault              | 1:39,267  | + 1,325   | 28         |
| 9        | Nico Rosberg       | Mercedes             | 1:39,268  | + 1,326   | 29         |
| 10       | Kobajasi Kamui     | Sauber-Ferrari       | 1:39,564  | + 1,622   | 26         |
| 11       | Nick Heidfeld      | Sauber-Ferrari       | 1:39,588  | + 1,646   | 25         |
| 12       | Michael Schumacher | Mercedes             | 1:39,598  | + 1,656   | 26         |
| 13       | Rubens Barrichello | Williams-Cosworth    | 1:39,812  | + 1,870   | 35         |
| 14       | Vitantonio Liuzzi  | Force India-Mercedes | 1:39,881  | + 1,939   | 27         |
| 15       | Adrian Sutil       | Force India-Mercedes | 1:39,971  | + 2,029   | 22         |
| 16       | Nico Hülkenberg    | Williams-Cosworth    | 1:40,478  | + 2,536   | 30         |
| 17       | Jaime Alguersuari  | Toro Rosso-Ferrari   | 1:40,578  | + 2,636   | 26         |
| 18       | Sébastien Buemi    | Toro Rosso-Ferrari   | 1:40,896  | + 2,954   | 32         |
| 19       | Heikki Kovalainen  | Lotus-Cosworth       | 1:42,773  | + 4,831   | 29         |
| 20       | Jarno Trulli       | Lotus-Cosworth       | 1:42,801  | +4,859    | 19         |
| 21       | Timo Glock         | Virgin-Cosworth      | 1:43,115  | + 5,173   | 26         |
| 22       | Lucas di Grassi    | Virgin-Cosworth      | 1:44,039  | + 6,097   | 29         |
| 23       | Jamamoto Szakon    | HRT-Cosworth         | 1:45,166  | + 7,224   | 19         |
| 24       | Bruno Senna        | HRT-Cosworth         | 1:46,649  | + 8,707   | 3          |

### Harmadik szabadedzés
A koreai nagydíj harmadik szabadedzését október 23-án szombaton tartották.
| Helyezés | Versenyző          | Csapat/Motor         | Elért idő | Különbség | Futott kör |
| -------- | ------------------ | -------------------- | --------- | --------- | ---------- |
| 1        | Robert Kubica      | Renault              | 1:37,354  | −         | 15         |
| 2        | Lewis Hamilton     | McLaren-Mercedes     | 1:37,402  | + 0,048   | 16         |
| 3        | Fernando Alonso    | Ferrari              | 1:37,426  | + 0,072   | 15         |
| 4        | Mark Webber        | Red Bull-Renault     | 1:37,441  | + 0,087   | 13         |
| 5        | Nico Rosberg       | Mercedes             | 1:37,629  | + 0,275   | 12         |
| 6        | Felipe Massa       | Ferrari              | 1:37,955  | + 0,601   | 16         |
| 7        | Jenson Button      | McLaren-Mercedes     | 1:38,419  | + 1,065   | 15         |
| 8        | Nico Hülkenberg    | Williams-Cosworth    | 1:38,501  | + 1,147   | 17         |
| 9        | Michael Schumacher | Mercedes             | 1:38,630  | + 1,276   | 12         |
| 10       | Adrian Sutil       | Force India-Mercedes | 1:38,632  | + 1,278   | 18         |
| 11       | Vitalij Petrov     | Renault              | 1:38,668  | + 1,314   | 14         |
| 12       | Rubens Barrichello | Williams-Cosworth    | 1:38,733  | + 1,379   | 16         |
| 13       | Sébastien Buemi    | Toro Rosso-Ferrari   | 1:39,058  | + 1,704   | 21         |
| 14       | Kobajasi Kamui     | Sauber-Ferrari       | 1:39,145  | + 1,791   | 16         |
| 15       | Jaime Alguersuari  | Toro Rosso-Ferrari   | 1:39,159  | + 1,805   | 21         |
| 16       | Sebastian Vettel   | Red Bull-Renault     | 1:39,780  | + 2,426   | 9          |
| 17       | Nick Heidfeld      | Sauber-Ferrari       | 1:40,289  | + 2,935   | 17         |
| 18       | Vitantonio Liuzzi  | Force India-Mercedes | 1:41,591  | + 4,237   | 15         |
| 19       | Jarno Trulli       | Lotus-Cosworth       | 1:41,623  | +4,269    | 15         |
| 20       | Timo Glock         | Virgin-Cosworth      | 1:41,853  | + 4,499   | 17         |
| 21       | Heikki Kovalainen  | Lotus-Cosworth       | 1:42,095  | + 4,741   | 19         |
| 22       | Lucas di Grassi    | Virgin-Cosworth      | 1:43,111  | + 5,757   | 19         |
| 23       | Bruno Senna        | HRT-Cosworth         | 1:43,417  | + 6,063   | 19         |
| 24       | Jamamoto Szakon    | HRT-Cosworth         | 1:43,880  | + 6,526   | 20         |

## Időmérő edzés
A koreai nagydíj időmérő edzését október 23-án, szombaton futották.
| Helyezés | Versenyző          | Csapat/Motor         | 1. rész  | 2. rész  | 3. rész  |
| -------- | ------------------ | -------------------- | -------- | -------- | -------- |
| 1        | Sebastian Vettel   | Red Bull-Renault     | 1:37.123 | 1:36.074 | 1:35.585 |
| 2        | Mark Webber        | Red Bull-Renault     | 1:37.373 | 1:36.039 | 1:35.659 |
| 3        | Fernando Alonso    | Ferrari              | 1:37.144 | 1:36.287 | 1:35.766 |
| 4        | Lewis Hamilton     | McLaren-Mercedes     | 1:37.113 | 1:36.197 | 1:36.062 |
| 5        | Nico Rosberg       | Mercedes             | 1:37.708 | 1:36.791 | 1:36.535 |
| 6        | Felipe Massa       | Ferrari              | 1:37.515 | 1:36.169 | 1:36.571 |
| 7        | Jenson Button      | McLaren-Mercedes     | 1:38.123 | 1:37.064 | 1:36.731 |
| 8        | Robert Kubica      | Renault              | 1:37.703 | 1:37.179 | 1:36.824 |
| 9        | Michael Schumacher | Mercedes             | 1:37.980 | 1:37.077 | 1:36.950 |
| 10       | Rubens Barrichello | Williams-Cosworth    | 1:38.257 | 1:37.511 | 1:36.998 |
| 11       | Nico Hülkenberg    | Williams-Cosworth    | 1:38.115 | 1:37.620 |          |
| 12       | Kobajasi Kamui     | Sauber-Ferrari       | 1:38.429 | 1:37.643 |          |
| 13       | Nick Heidfeld      | Sauber-Ferrari       | 1:38.171 | 1:37.715 |          |
| 14       | Adrian Sutil       | Force India-Mercedes | 1:38.572 | 1:37.783 |          |
| 15       | Vitalij Petrov *   | Renault              | 1:38.174 | 1:37.799 |          |
| 16       | Jaime Alguersuari  | Toro Rosso-Ferrari   | 1:38.583 | 1:37.853 |          |
| 17       | Sébastien Buemi    | Toro Rosso-Ferrari   | 1:38.621 | 1:38.594 |          |
| 18       | Vitantonio Liuzzi  | Force India-Mercedes | 1:38.955 |          |          |
| 19       | Jarno Trulli       | Lotus-Cosworth       | 1:40.521 |          |          |
| 20       | Timo Glock         | Virgin-Cosworth      | 1:40.748 |          |          |
| 21       | Heikki Kovalainen  | Lotus-Cosworth       | 1:41.768 |          |          |
| 22       | Lucas di Grassi    | Virgin-Cosworth      | 1:42.325 |          |          |
| 23       | Jamamoto Szakon    | HRT-Cosworth         | 1:42.444 |          |          |
| 24       | Bruno Senna        | HRT-Cosworth         | 1:43.283 |          |          |

* Öthelyes rajtbüntetést kapott a japán nagydíjon okozott rajtbaleset után

## Futam
A koreai nagydíj futama október 24-én, vasárnap rajtolt.
| Helyezés | Rajtszám | Versenyző          | Csapat/Motor         | Futott kör | Idő/Kiesés oka   | Rajthely | Pont |
| -------- | -------- | ------------------ | -------------------- | ---------- | ---------------- | -------- | ---- |
| 1        | 8        | Fernando Alonso    | Ferrari              | 55         | 2:48:20.810      | 3        | 25   |
| 2        | 2        | Lewis Hamilton     | McLaren-Mercedes     | 55         | +14.999          | 4        | 18   |
| 3        | 7        | Felipe Massa       | Ferrari              | 55         | +30.868          | 6        | 15   |
| 4        | 3        | Michael Schumacher | Mercedes             | 55         | +39.688          | 9        | 12   |
| 5        | 11       | Robert Kubica      | Renault              | 55         | +47.734          | 8        | 10   |
| 6        | 15       | Vitantonio Liuzzi  | Force India-Mercedes | 55         | +53.571          | 17       | 8    |
| 7        | 9        | Rubens Barrichello | Williams-Cosworth    | 55         | +1:09.257        | 10       | 6    |
| 8        | 23       | Kobajasi Kamui     | Sauber-Ferrari       | 55         | +1:17.889        | 12       | 4    |
| 9        | 22       | Nick Heidfeld      | Sauber-Ferrari       | 55         | +1:20.107        | 13       | 2    |
| 10       | 10       | Nico Hülkenberg    | Williams-Cosworth    | 55         | +1:20.851        | 11       | 1    |
| 11       | 17       | Jaime Alguersuari  | Toro Rosso-Ferrari   | 55         | +1:24.146        | 15       |      |
| 12       | 1        | Jenson Button      | McLaren-Mercedes     | 55         | +1:29.939        | 7        |      |
| 13       | 19       | Heikki Kovalainen  | Lotus-Cosworth       | 54         | +1 kör           | 21       |      |
| 14       | 21       | Bruno Senna        | HRT-Cosworth         | 53         | +2 kör           | 24       |      |
| 15       | 20       | Jamamoto Szakon    | HRT-Cosworth         | 53         | +2 kör           | 23       |      |
| ki       | 14       | Adrian Sutil       | Force India-Mercedes | 46         | baleset          | 14       |      |
| ki       | 5        | Sebastian Vettel   | Red Bull-Renault     | 45         | erőforrás        | 1        |      |
| ki       | 12       | Vitalij Petrov     | Renault              | 39         | baleset          | 20       |      |
| ki       | 24       | Timo Glock         | Virgin-Cosworth      | 31         | baleseti sérülés | 19       |      |
| ki       | 16       | Sébastien Buemi    | Toro Rosso-Ferrari   | 30         | baleset          | 16       |      |
| ki       | 25       | Lucas di Grassi    | Virgin-Cosworth      | 25         | baleset          | 22       |      |
| ki       | 18       | Jarno Trulli       | Lotus-Cosworth       | 25         | hidraulika       | 18       |      |
| ki       | 6        | Mark Webber        | Red Bull-Renault     | 18         | baleset          | 2        |      |
| ki       | 4        | Nico Rosberg       | Mercedes             | 18         | baleset          | 5        |      |

## A világbajnokság élmezőnyének állása a verseny után
| H   | Versenyzők         | Pont | H   | Konstruktőrök        | Pont |
| --- | ------------------ | ---- | --- | -------------------- | ---- |
| 1.  | Fernando Alonso    | 231  | 1.  | Red Bull-Renault     | 426  |
| 2.  | Mark Webber        | 220  | 2.  | McLaren-Mercedes     | 399  |
| 3.  | Lewis Hamilton     | 210  | 3.  | Ferrari              | 374  |
| 4.  | Sebastian Vettel   | 206  | 4.  | Mercedes             | 188  |
| 5.  | Jenson Button      | 189  | 5.  | Renault              | 143  |
| 6.  | Felipe Massa       | 143  | 6.  | Force India-Mercedes | 68   |
| 7.  | Robert Kubica      | 124  | 7.  | Williams-Cosworth    | 65   |
| 8.  | Nico Rosberg       | 122  | 8.  | Sauber-Ferrari       | 43   |
| 9.  | Michael Schumacher | 66   | 9.  | Toro Rosso-Ferrari   | 11   |
| 10. | Rubens Barrichello | 47   | 10. | Lotus-Cosworth       | 0    |

(A teljes táblázat)

## Statisztikák
Vezető helyen:
- Sebastian Vettel : 45 (1-45)
- Fernando Alonso : 10 (46-55)

Fernando Alonso 26. győzelme, 16. leggyorsabb köre, Sebastian Vettel 14. pole pozíciója.
- Ferrari 215. győzelme.